# Nurzaniec (roślina)
Nurzaniec (Vallisneria L.) – rodzaj roślin wodnych z rodziny żabiściekowatych (Hydrocharitaceae). Znanych jest 6–10 gatunków występujących na całym świecie, z wyjątkiem obszarów o chłodnym klimacie. W Polsce rośnie w zbiornikach zasilanych podgrzanymi wodami z elektrowni introdukowany nurzaniec śrubowy V. spiralis.  

## Morfologia
PokrójZanurzone rośliny dwupienne. Liście odziomkowe, osadzone na krótkiej, pionowo wzniesionej łodydze, zwykle pogrążonej w podłożu i wyrastającej z pełzającego kłącza.
LiścieRównowąskie, na szczycie zwykle tępe, rzadziej zaostrzone, na brzegu drobno ząbkowane lub gładkie. U nasady opatrzone w pochwę, wewnątrz z kanałami powietrznymi oraz z 3 do 9 równoległymi żyłkami. Żyłki łączą się cienkimi wiązkami poprzecznymi i zbiegają ku sobie w miarę zbliżania się do wierzchołka, tylko wiązka centralna sięga do szczytu liścia.
KwiatyZebrane w kwiatostany otulone pochwami. Te z kwiatami męskimi są niewielkie, wyrastają na krótkich szypułkach w kątach liści u nasady roślin. Gdy bardzo liczne w kwiatostanach, drobne kwiaty męskie dojrzeją, odłamują się i wypływają na powierzchnię wody, na której unoszą się na rozpostartych listkach okwiatu. Listki okółka zewnętrznego są większe, owalne, podczas gdy 3 listki okółka wewnętrznego są bardzo drobne. Kwiaty zawierają 1 do 3 pręcików z kulistymi główkami. Kwiaty żeńskie wyrastają w zrośniętej rurkowato pochwie, na szczycie dwudzielnej, osadzonej na bardzo długiej szypułce, tak że sięgają powierzchni wody. Ponad pochwę wystają trzy jajowate listki zewnętrznego okółka okwiatu, listki okółka wewnętrznego są podobnie jak w kwiatach męskich bardzo drobne, łuskowate. Zalążnia jest wydłużona, słupek 1 lub 3, każdy rozdzielający się widlasto na końcu. Zwykle kwiatostany żeńskie zawierają tylko jeden kwiat słupkowy, rzadko obecne są w większej liczbie (do 30)
OwoceZwykle bardzo wydłużone lub owalne, zawierają bardzo liczne, gładkie nasiona.

## Biologia i ekologia
Byliny rosnące w wodach stojących lub wolno płynących, zwykle do głębokości 1 m, rzadziej głębiej.

## Systematyka
Systematyka według Angiosperm Phylogeny Website (aktualizowany system APG IV z 2016)
Jeden z 8 rodzajów wyróżnianych w obrębie podrodziny Hydrilloideae wchodzącej w skład rodziny żabiściekowatych (Hydrocharitaceae), która należy z kolei do rzędu żabieńcowców (Alismatales).
Pozycja w systemie Reveala (1993–1999)
Gromada okrytonasienne (Magnoliophyta Cronquist), podgromada Magnoliophytina Frohne & U. Jensen ex Reveal, klasa jednoliścienne (Liliopsida Brongn.), podklasa żabieńcowe (Alismatidae Takht.), nadrząd Alismatanae Takht., rząd żabiściekowce (Hydrocharitales Dumort.), podrząd Alismatineae Engl., rodzina żabiściekowate (Hydrocharitaceae Juss.), podrodzina Vallisnerioideae Luerss., plemię Vallisnerieae Dumort., rodzaj walisneria (Vallisneria L.).
Gatunki
- Vallisneria americana Michx. (syn. V. gigantea) – nurzaniec amerykański, n. olbrzymi
- Vallisneria anhuiensis X.S.Shen
- Vallisneria annua S.W.L.Jacobs & K.A.Frank
- Vallisneria australis S.W.L.Jacobs & Les
- Vallisneria caulescens F.M.Bailey & F.Muell.
- Vallisneria erecta S.W.L.Jacobs
- Vallisneria longipedunculata X.S.Shen
- Vallisneria nana R.Br. – nurzaniec niski
- Vallisneria natans (Lour.) H.Hara
- Vallisneria rubra (Rendle) Les & S.W.L.Jacobs
- Vallisneria spinulosa S.Z.Yan
- Vallisneria spiralis L. – nurzaniec śrubowy, we florze Polski antropofit lokalnie zadomowiony[9]
- Vallisneria triptera S.W.L.Jacobs & K.A.Frank

## Zastosowanie
Niektóre gatunki są uprawiane w akwariach jako rośliny ozdobne, także ze względu na odpowiednie wymagania i łatwość hodowli – szczególnie mało wrażliwe na zmiany twardości i odczynu wody.